# Dodge Victory
Der Dodge Victory (auch: Dodge Serie 130 / 131), später Dodge Serie M und Dodge Serie DA, war ein Mittelklasse-PKW der Firma Dodge Brothers in Detroit, der im Januar 1928 vorgestellt wurde. Nach Übernahme durch Chrysler 1928 wurde er noch zwei Jahre weitergebaut.

## Von Jahr zu Jahr

### Victory Serie 130 / 131 (Januar 1928–Juli 1928)
Die Wagen hatten einen seitengesteuerten Sechszylinder-Reihenmotor mit 3408 cm³ Hubraum, der 58 bhp (42,6 kW) bei 3000/min. abgab. Der Victory war das mittlere Modell der Marke neben dem 7 Monate früher eingeführten, größeren Senior und dem kleineren Standard, der im März kommen sollte. Wie bei den Schwestermodellen wurde seine Kraft über eine Einscheiben-Trockenkupplung und ein Dreiganggetriebe auf die Hinterräder übertragen. Auf dem Fahrgestell mit 2845 mm Radstand wurden ein 4-türiger Tourenwagen, eine 4-türige Limousine (in Normal- und Deluxe-Ausstattung), ein 2-türiges Coupé mit 2 oder 4 Sitzplätzen und ein 2-türiger Brougham angeboten. Hydraulische Bremsen an allen vier Rädern gehörten zur Serienausstattung.

### Serie M (Juli 1928–Januar 1929)
Mitte 1928 wurden die Wagen ohne große Veränderungen umgetauft. Allerdings kamen einige neue Aufbauten dazu, so eine 2-türige Limousine, eine 2-türiger Roadster, ein 4-türiges Landaulet und Sportausführungen von Limousine und Coupé. Der Tourenwagen fiel weg.

### Serie DA (Januar 1929–März 1930)
Anfang 1929 wurde die M-Serie in DA-Serie umbenannt, wobei die Modelle größtenteils übernommen wurden. Die Motorleistung stieg auf 63 bhp (46,3 kW). Es gab wiederum neue Aufbauten, so einen 4-türigen Phaeton.
Im März 1930 wurde die DA-Serie von der bereits seit Januar 1930 hergestellten DD-Serie abgelöst.